# Bob Bryar
Bob Bryar, né Robert Nathaniel Cory Briar le 31 décembre 1979 à La Grange en Illinois et mort le 24 novembre 2024 à Shelbyville au Tennessee,, est l'ancien batteur de My Chemical Romance.

## Biographie
Né à Chicago dans l'Illinois, il rejoint le groupe en 2004 alors qu'il travaillait en tant qu'ingénieur du son pour The Used. Il a remplacé l'ancien batteur Matt Pelissier.
Frank Iero, guitariste de My Chemical Romance dit de lui dans le DVD  Life on the Murder Scene : « Bob et Toro sont les plus grands bosseurs que j'ai jamais rencontré, et s'il y a un dieu, je le remercie de nous avoir donné Bob ». Bob a participé à l'enregistrement du quatrième album de My Chemical Romance, Danger Days: The True Lives of the Fabulous Killjoys, cependant il ne fait plus partie du groupe désormais.
Le 3 mars 2010, le groupe My Chemical Romance annonce que Bob Bryar quitte le groupe pour des raisons inconnues. Bryar a été retrouvé mort dans sa maison du Tennessee le 27 novembre 2024, à l'âge de 44 ans. Il a été vu vivant pour la dernière fois le 4 novembre. La cause de son décès n'a pas encore été divulguée.                                           